# Від'ядхара

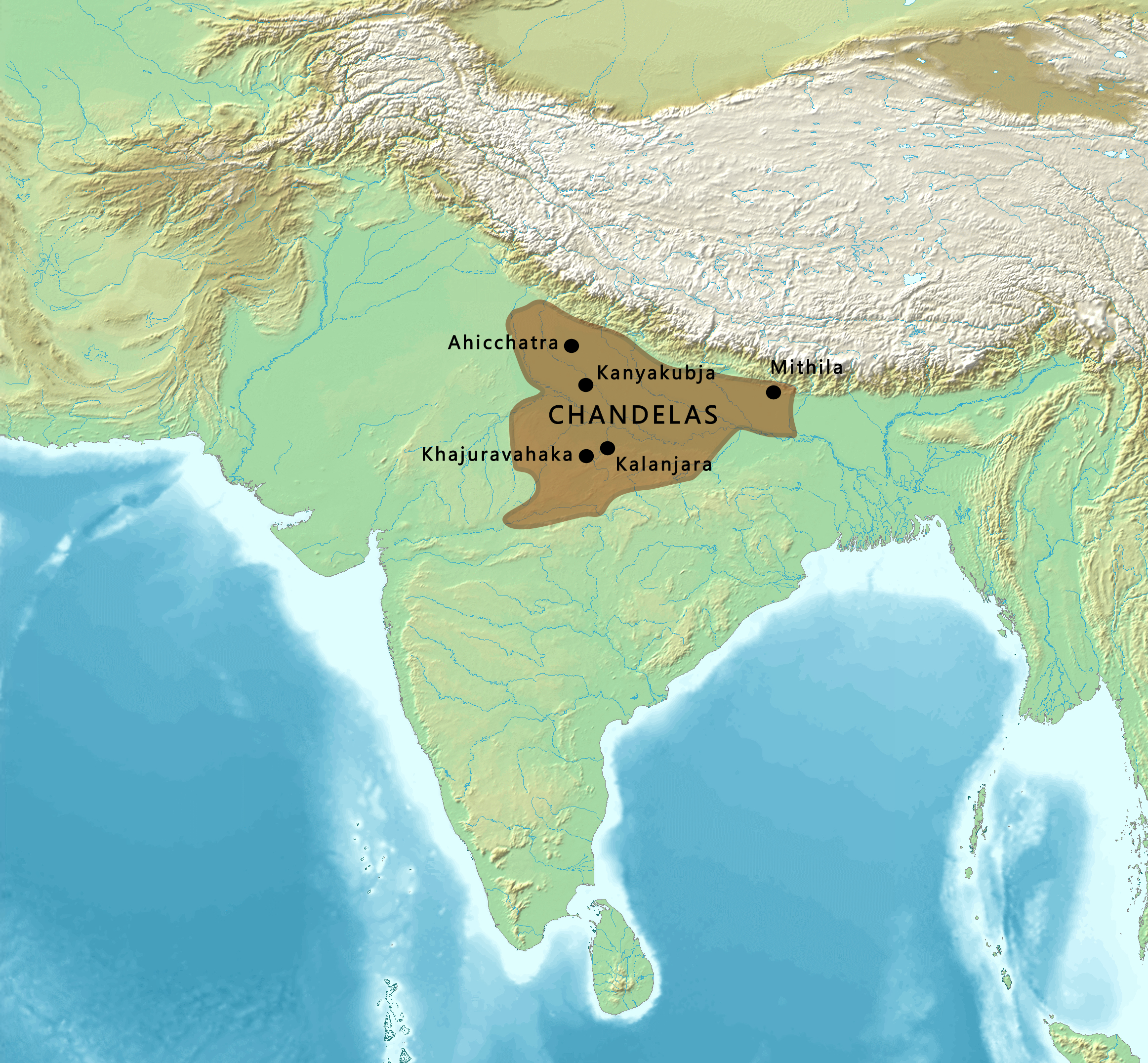
Володіння Чандела на момент смерті Від'ядхари

Від'ядхара (гінді विद्याधर; д/н — 1035) — самраат Джеджа-Бхукті близько 1002—1035 роках. Вважається один з могутніших правителів північного Індостану.

## Життєпис
Походив з династії Чандела. Син магараджи Гандадеви. Посів трон 1002/1003 року. На початку 1000-х років завдав низки поразок Коккалі II Калачура, магараджи Чеді.
1008 року надав війська на заклик Раджапали, магараджахіраджи держави Гуджара-Пратіхарів, задля допомоги Анандапалі, магараджи держави Кабулшахів. Втім у битві біля Чача коаліція зазнала нищівної поразки від султана Махмуда Газневі. З цього часу протягом 10 років діяв з Пратіхарами і Парамара проти вторгнень Газневідів.
У 1018 році скористався перемогою султана Махмуда Газневі над магараджахіраджею Раджапалоою, що втік з Каннауджа, дозволивши Газневідам розграбувати його, не зустрівши сильного опору. Після залишення Каннауджа військами Газневідів проти Раджапала виступив Від'ядхара, що оголосив про намір покарати того за боягузтво. При цьому більш важливим чинником стало бажання закріпити свою першість. На його бік перейшов Трілочанпала, син Раджапали, сприявши поваленю батька. Дубкундський напис вказує, що безпосередньо військами керував Арджуна з роду Каччхапагхата, правителів Гопадрі, який був васалом Від'ядхари.
1019 року опанував Каннауджем, який став відбудовувати Трілочанпала з Гуджара-Пратіхарів, переселився до фортеці Барі, визнавши першість Чандела. Невдовзі прийняв титул чакравартин самраат (вдосконалий великий володар, аналог імператора). 1020 року Махмуд Газневі захопив Барі, внаслідок чого стикнувся з військом Від'ядхару, що рушив на допомогу Пратіхарам. Махмуд вимагав від правителя Чандела прийняти іслам та визнати його зверхність, що було відкинуто. За різними відомостями війська розійшлися без битви, або битва не виявила переможця, а повернення Від'ядхари до власних володінь султан оголосив своєю перемогою.
Після повернення Газневі до себе Від'ядхара остаточно закріпив свою зверхність над Трілочанпалом. Така ситуація зберігалася й за наступного Гуджара-Пратіхару — Джасапали.
1022 року проти нього знову виступив Махмуд Газневі, який взяв в облогу фортецю Гопадрі. Згідно з Табакат-і-Акбарі, Махмуд зняв облогу через чотири дні в обмін на данину у 35 слонів. Потім він продовжив облогу фортеці Чандела в Каланджарі. Згідно одних джерел Від'ядхара відкупився одночасною даниною в 300 слонів. За іншою версією відправив власноруч складений панегірик, в якому хвалив Махмуда та його військо. У відповідь султан також зробив комплімент Від'ядхарі та надав йому 15 фортець, після чого повернувся до своєї столиці Газні. Більш вірогідною є версія, що жодна зі сторін не досягла успіху, тому відбувся традиційний обмін подарунками, які мусульманські середньовічні історики трактували як данину з боку Чандела.
1027 року виступив проти коаліції Бходжа Парамара, магараджи Малави, та Гангеядеві Калачура, магараджи Чеді. В наступній битві жодна зі сторін не здобула перемогу, але разом кожен приписав собі перемогу, зокрема кам'яний напис в Магобі, що стверджує про встановлення зверхності Чандела над Парамара і Калачура.
Останні 10 років не зазнавав нападів Газневіди, які стикнулися з потужними повстаннями та боротьбою в Маверннахрі. Помер 1035 року. Йому спадкував син Віджаяпала.

## Будівництво
Продовжив політику попередників щодо зведення храмів в столиці Кхаджурахо. Близько 1030 року було споруджено шиваїстський храм Кандарія Махадеви (розпочато будівництво близько 1025 року), присвячений успіхам у війнах з Газневідами. Епіграфічні написи на пілястрі мандапи в храмі згадують ім'я будівельника храму як Вірімда, що тлумачиться як псевдонім Відх'ядхара. Храм добудовувався до 1050 року.